# Smallville
A Smallville egy amerikai televíziós sorozat, melyben Alfred Gough és Miles Millar író és producer páros a DC Comics képregényszereplőjének, a Jerry Siegel és Joe Shuster által megalkotott Supermannek a történetét dolgozták fel és alkották újjá. A sorozat sugárzását a WB kezdte meg, majd a WB és UPN összeolvadásából megszületett CW folytatta az ötödik évad után az Egyesült Államokban. A Smallville első epizódja 2001. október 16-án, utolsó, tizedik évadának befejező része 2011. május 13-án került adásba. A sorozat Magyarországon először a TV2 mutatta be 2002. május 8-án.
A sorozat cselekménye az ifjú Clark Kent (Tom Welling) még szuperhőssé válása előtti kalandjait követi nyomon a Smallville nevű kansasi kisvárosban. Az első négy évad központjában Clarknak és barátainak a középiskolában töltött évei állnak. Az ötödik évadtól kezdődően a leérettségizett szereplők a felnőtté válás problémáival találják szembe magukat, és a Smallville alkotói is egyre több eredeti DC Comics-szuperhős és gonosztevő megújított változatát mutatják be sorozatban.
A Smallville alapgondolatának mintája alapján készült el a tervezett Aquaman című sorozat pilot epizódja, mely azonban végül nem került adásba. A sorozat és más vállalatok között, köztük a Verizonnel, a Sprinttel, Toyotával és Stride-dal több marketing együttműködése is született. A televíziós sorozat alapján több, a fiatal felnőtteket célzó regény, képregénysorozat és zenei válogatásalbum is készült. A Smallville első epizódját mintegy 8,4 millió néző látta annak premierje alkalmával, mellyel a WB addigi legsikeresebb nyitóepizódja lett.

## A sorozat háttere

### Előkészületek
A Tollin/Robbins Productions eredetileg az ifjú Bruce Wayne-ről, a későbbi Batmanről tervezett televíziós sorozatot készíteni. A Warner Bros. filmrészlege ezzel egyidőben a szereplő eredetét bemutató új mozifilm elkészítse mellett döntött, és mivel nem kívánt versengést a két produkció között, a sorozat ötletét végül elvetették. 2000-ben a Tollin/Robbins felkereste Peter Roth-ot, a Warner Bros. Television elnökét, az ifjú Superman kalandjait feldolgozó sorozat ötletével. Ugyanebben az évben Alfred Gough és Miles Millar a Végképp eltörölni című filmen alapuló pilot epizód elkészítésén dolgozott. Miután megnézte az epizódot, Roth egy második pilot elkészítését kérte Gought-tól és Millartól az fiatal Superman kalandjainak ötlete alapján. Gough és Millar úgy döntöttek, hogy nem szeretnének olyan sorozat készíteni, melyben sok „röpködés” és „köpeny” látható. Ez a döntés vezetett ahhoz „nincs harisnya és nincs repülés” szabályhoz, mely alapján leszögezték, hogy Clark a sorozatban nem fog sem repülni, sem pedig Superman-öltözetét magára ölteni.
Gough és Millar az alapokig le akarta „lemezteleníteni” Supermant, és az a hátteret bemutatni, ami oda vezetett, hogy Clark Kent hogyan vált Supermanné. Úgy érezték, hogy a javukra vált, hogy soha nem voltak a képregénysorozat rajongói; mivel nem ismerték behatóan a sorozat világát, elfogultság nélkül dolgozhattak a sorozaton. Ennek ellenére mindkettőjük végzett kutatást a szereplő előélete és kalandjai után a képregényekben, melyekből kigyűjtötték és újraértelmeztek azt, ami megragadta őket. A kidolgozott ötletet ugyanazon napon nyújtották be a WB és a FOX televíziós társaságnak. A FOX és WB közül végül az utóbbi szerezte meg a sorozat ötletét és rendelt meg kezdetnek 13 epizódot.
Roth, Gough és Millar tudták, hogy a sorozat akció-központú lesz, de szerették volna elérni a „középosztálybeli amerikai ábrázolásának” az a színvonalát is, melyet a Hetedik mennyország képviselt. Hogy kialakítsák ezt a légkört, a csapat elhatározta, hogy a meteorzápor, mely Clarkot a Földre hozta, lesz a sorozat franchise-ának alapja. Ez nem csak az emberfeletti képességekkel bíró lények eredetére ad magyarázatot, melyekkel Clarknak fel kell vennie a harcot, hanem egyfajta iróniát is jelent Clark életében. A meteorzápor számára a földi élet kezdetét jelentette, de ugyanakkor megfosztotta szüleitől a szerelmét és Lex Luthort is ez indította el a sötét úton, mikor elveszítette haját a zápor idején. Roth-nak elnyerte a tetszését ez a konfliktushelyzet, mely Clarkot arra kényszerítette, hogy feldolgozza az a tényt, hogy érkezése megannyi fájdalmat és szenvedést okozott.
Egy másik felmerülő probléma, mellyel a sorozat alkotóinak szembe kellett nézniük, hogy Lex Luthor miért keresne kapcsolatot a kamaszokkal. Hogy ezt a feloldják, úgy döntöttek egy bizonyos fokú magányosságot ültetnek a szereplő jellemébe, mely a fiatalok irányába tereli őt. A magány ezzel együtt Clarknak és Lanának is részévé vált. Gough és Millar szerettek volna egy párhuzamot is kiépíteni a Kentékkel, így megalkották Lionel Luthort, Lex apját, melyet „a szélsőséges szülői környezet kísérletének” tekintettek. Emellett egy fiatal Kent házaspárt szerettek volna látni a sorozatban, hogy azok valóban részesei lehessenek Clark életének és segítsék őt. Chloe Sullivan, akit szintén kizárólag a sorozat számára hívtak életre, a „kívülálló” szerepét töltötte be. Gough és Millar szükségesnek tartották a szereplő bemutatását, hogy legyen valaki, aki észreveszi a Smallville-ben zajló különös eseményeket. Chloe-t Gough és Millar határozottan nem „Lois Lane elődjeként” alkották meg.
A Smallville mögött húzódó alapgondolatot a Warner Brothers a Superman-mítosz a gyökerektől való újraértelmezéseként foglalták össze. Miután 2004 novemberében a Siegel családnak jogi úton sikerült visszaszereznie Superboy, felmerültek a szerzői jogok megsértésének kérdései is. A vita központjában Smallville kitalált városának tulajdonjoga, a televíziós sorozat cselekményének helyszíne, valamint Superboy és a Smallville főszereplője, Clark Kent közötti hasonlóságok. Jerry Siegel örököseinek állítása szerint a Smallville a Superboy-t érintő szerzői jogok hatáskörébe esik, amit pedig a család birtokol.

### Változások az alkotói stábban
2008. április 3-án, miután hét évadot töltöttek a sorozattal, Gough és Millar bejelentették, hogy elhagyják a Smallville-t. Miután a sorozat megalkotó elbúcsúztak és megköszönték a filmes stáb és a színészek munkáját, azt mondták, hogy soha nem adták fel, hogy kitartsanak és kiálljanak az elképzelésük mellett a műsorral kapcsolatban. A távozásuk okaira azonban nem tértek ki. 2009. február 6-án az L. A. Times-ban közölt cikk megerősítette, hogy Darren Swimmer és Todd Slavkin, a sorozat két executive producere alig egy évad után szintén megválnak a sorozattól, és a kilencedik évadban már vesznek részt munkájukkal. A Smallville helyett a Merlose Place című sorozatán CW által tervezett folytatásán fognak tovább dolgozni. A Times cikke szerint Kelly Souders és Brian Peterson, a sorozat másik két executive producer továbbra is a sorozattal szándékozik maradni.

### Forgatás

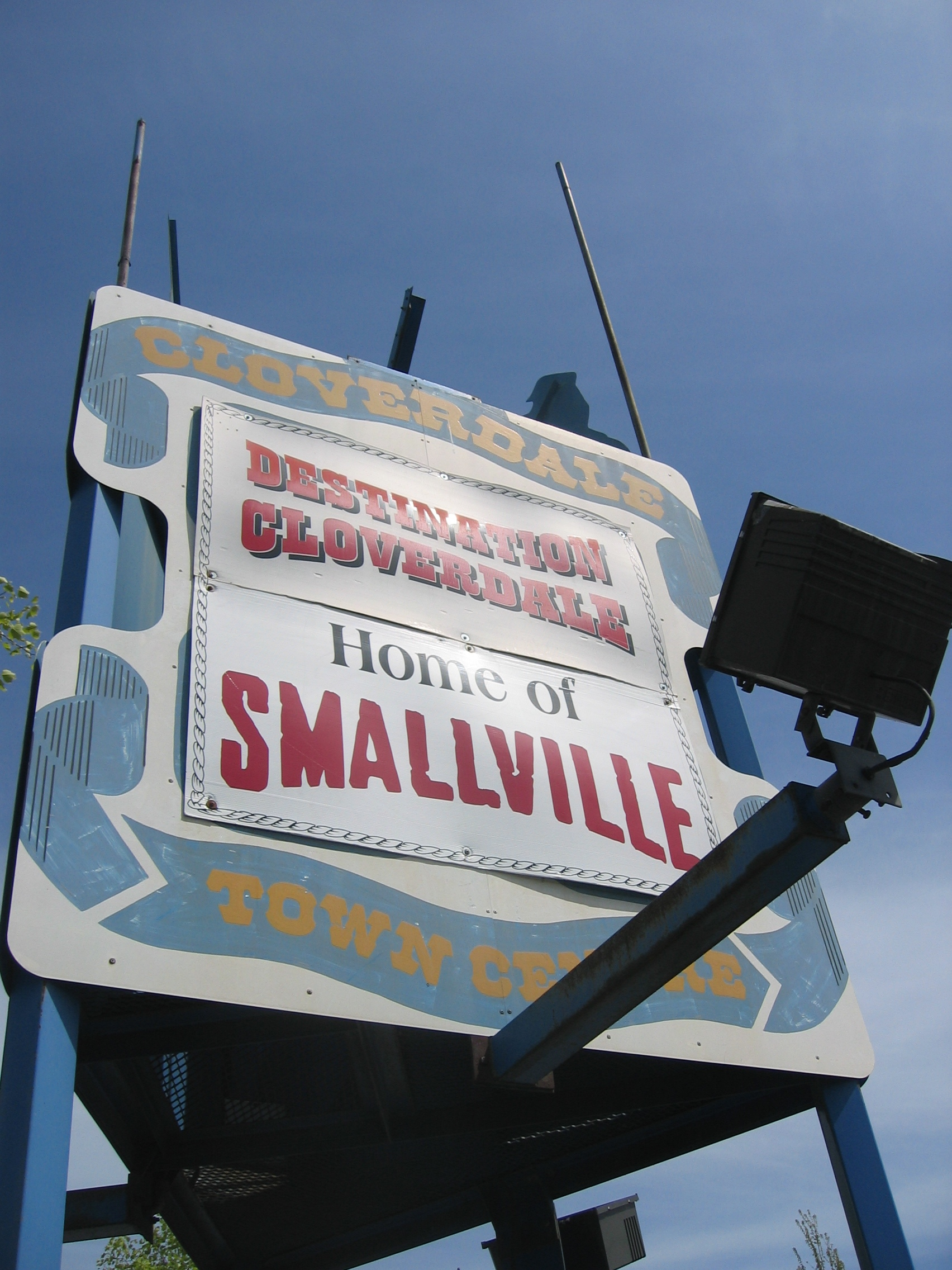
Cloverdale, „Smallville otthonának” üdvözőtáblája

A sorozat forgatásának helyszíne a Brit Columbiabeli Burnaby-ben található BB Studios. A forgatások helyszínéül először Ausztráliát jelölték meg, de végül úgy találták, hogy Vancouver látképe inkább megfelel „az Egyesült Államok közép-nyugati vidékének”. A város közelében megtalálták a Kent farm számára tökéletes helyszínt, valamint a metropolis-i jeleneteknek számára maga a város adta a hátteret. Emellett és nem utolsósorban a helyszín költséghatékonyabb megoldást biztosított és Los Angeles-szel is azonos időzónában helyezkedett el. A Smallville belvárosában játszódó jelenetek Merrittben és Cloverdale-ben forgatták. Cloverdale városa büszkén tekint rá, hogy a sorozat forgatásához helyszínt szolgáltathatott; a városba érkezőket köszöntő üdvözlőtáblán a „Cloverdale, Smallville otthona”-felirat olvasható.
A Vancouver Technical School szolgáltatta a Smallville High külső jeleneteinek helyszínét, mivel a sorozat munkatársai úgy érezték, hogy a Van Tech-ben megvolt minden ami „középosztálybeli amerikainak” elképzeltek. Ez egyben összhangban is volt Millar azon szempontjával, hogy Smallville „az amerikai kisváros” mintadarabja legyen. A Smallville High épületében belül játszódó jeleneteket a Templeton Secondary Schoolban forgatták.
Az első évad forgatás alatt a filmes csapat átfestette a Templeton jelentős részét a Smallville High vörös és sárga színeire és mindenhová a Smallville-i Varjak csapatának logóit helyezték. A stáb az iskola falainak akkora felületét festette át, hogy a Templeton végül hivatalosan is átvette a vörös-sárga színkombinációt. Az iskola tanulói annyira hozzászoktak a filmes csapat munkatársaihoz, akik a szemeszter ideje alatt dolgoztak, hogy szinte már nem is vettek róluk tudomást annak ellenére, hogy az órák közti szünetekben a stáb tagjait és a felszereléseket óvatos kerülgetve voltak kénytelenek közlekedni, hogy hozzáférjenek szekrényeikhez és eljussanak egy másik terembe.
A Kent farm külső felvételeihez egy aldergrove-i farm szolgált helyszínül. Az Andalinis farm tulajdonosai még arra is engedélyt adtak a stábnak, hogy otthonukat sárgára fessék. A Brit Columbia székhelyén, Victoria városában található Hatley Castle szolgáltatta a helyszínt a Luthor birtok külső felvételei számára. A birtok belső felvételei a vancouveri Shannon Mews-ban készültek, melyek a Sötét angyal című televíziós sorozat pilot epizódjának, valamint az, A pók hálójában című film jeleneteinek is otthont adott. A Cloverdaleben található Clova Cinema épülete adta a sorozatban szereplő Talon nevű kávézó külsejét.
A Smallville Clark szemszögéből nézve tárja a néző elé a sorozat eseményeit, így a színek és a kameraállások is mind Clark látásmódját tükrözik az őt körülvevő környezetről. Mikor biztonságban, az otthonában tartózkodik a föld-színek egy „meleg és gyengéd” környezetet teremtenek, melyet a kamera „lágy mozgása” egészít ki. Mikor Clark valódi mivoltát leplezi, de nem fenyegeti veszély, a megvilágítás és a fények jóval természetesebbek és a kamera is többet van mozgásban. Mikor veszély lengi körül, a fények hidegebbek és a kameramozgás pedig gyorsabb és több „szélsőséges állást” használt. A stáb a Metropolis városában, annak „letisztult és markáns” épületei között játszódó jeleneteit a kék, a lila és a tükröződő fémfelületek domináns színeivel határozta meg. A szereplők esetében hasonló szabályokat alkalmaztak. Lex általában „üveg és fém”, míg Lionel fehér vagy „kórházi kék” háttér előtt szerepel. Lex gyakran fekete, szürke és egyéb „hideg tónusú”, például lila és kék ruhákat visel. A vörös, a sárga és a kék Clark színei, utalva a klasszikus Superman-öltözék színösszeállítására. Clarkra emellett „Amerika színei”, vagyis a vörös, a fehér és kék is jellemzőek.

### Zene
Mark Snow zeneszerző Ken Horton producerrel közösen dolgozott a sorozat aláfestő zenéjén. Snow a jelenetek képeit figyelve komponálta meg a zenét, majd azt utána visszahallgatva tovább finomította. Elkészített anyagot tovább küldte a producernek, aki meghozta a végső döntést, hogy felhasználják e a zenét vagy sem és visszaküldte az anyagot a zeneszerzőnek. Az egyes epizódokban más dalok is hallhatók, amik különböző együttesektől származnak. Ezeknek a daloknak az összegyűjtésén a Daisy Music munkatársai, Jennifer Pyken és Madonna Wade-Reed dolgoznak. Pyken és Wade-Reed válogatását a producerek felülvizsgálják, akik eldöntik mely dalokat szeretnék hallani a sorozatban, majd pedig beszerzik a megfelelő engedélyeket és jogokat azok felhasználására. Snow saját bevallása szerint először igen furcsának találta az ötletet, hogy egy „tipikusan akció-kaland” sorozatban kombinálják a két zene stílust, de elismerte, hogy „úgy tűnt a producereknek megnyerte a tetszését a modern dalok és a hagyományos, zenekari aláfestés kontrasztja”.
A Smallville főcímdala nem Mark Snow munkája, akitől egyébként nem idegen ezek megkomponálása, ahogyan azt tette az X-akták esetében is. A sorozat főcíme alatt elhangzó Save Me című dal a Remy Zero nevű alternatív rock együttes száma. Bár Snow nem készített főcímdalt a Smallville számára, a sorozat egyik vége-főcímdala az ő munkája. A vége-főcímdalok megkomponálása összhangban van a sorozat hangulatával. Az első két évad során a vége-főcím alatt hallható zene a Remy Zero Save Me című számának kiválasztása előtt az esélyes főcímdalok között szerepelt. Úgy ítélték meg, hogy a szám jóval „heroikusabb” és „mellbevágóbb” volt. A Smallville készítői a második évad során úgy döntöttek, hogy a sorozatnak új vége-főcímdalra van szüksége, mivel a régi már nem azt a hangulatot adta vissza, ami felé a sorozat fejlődött. Snow ezért új dalt komponált, mely már jóval visszafogottabb és „melodikusabb” lett. Snow emellett a korábbi Superman filmek egyes zenéinek átdolgozását is elkészítette. Az 1978-as Superman-film a Kripton bolygón játszódó jelenetének John Williams által szerzett főcímdalát a második évad Rosetta (Rosetta) című epizódjában, melyben Christopher Reeve vendégszereplőként tűnt fel, valamint az évad több zárójelenetben is felhasználták. A költséghatékonyság érdekében Mark Snow újra rögzítette John Williams főcímdalának saját változatát, mivel az eredeti felvétel használáshoz Williams zenekarának is jogdíjat kellett volna fizetniük.
A sorozat alkotóinak többször is alkalma nyílt új dallamok kipróbálására a sorozatban, hogy fokozzák az egyes epizódok cselekményének hangulatát. A harmadik évad Mély álom (Slumber) című epizódja elkészítésekor Ken Horton producernek az az ötlete támadt, hogy egyetlen együttes dalait szeretné felhasználni az egész epizódhoz. Egy reggeli közbeni megbeszélés során a Warner Brothers zenei részlegével felvetődött az R.E.M. ötlete. Jennifer Pyken és Madonna Wade-Reed azonnal megragadták a lehetőséget, hogy összekössék az együttest az epizód történetének egyik központi elemével, ami az alvásfázis REM-állapot a volt. Ugyanebben az évadban Al Gough miután elolvasta a Feledés (Asylum) című epizód forgatókönyvét, Johnny Cash Hurt című dalát szerette volna hallani annak utolsó jelenetében, melyben Lionel Luthor fiát, Lexet figyeli egy egyirányú tükrön keresztül a Belle Reve elmegyógyintézetben. Miközben Madonna Wade-Reed megpróbálta tisztázni a dal használati jogait a sorozat számára, Cash elhunyt. A zenész örökösei úgy érezték a dal felhasználása megtisztelő lenne Cash emléke számára, így engedélyezték hogy az elhangozhasson a sorozatban.
A harmadik évad Feltámadás (Resurrection) és Emlékek (Memoria) című epizódjaihoz a dalokat részben a jelenetekben feltűnő szereplők szimbolika alapján kerültek kiválasztásra. A Feltámadás azon jelenete alatt, melyben Lex és Lana közösen szerepelnek a The Rapture Infatuation című dala hallható, mellyel az alkotók a „Meg fogjuk valaha is tudni, hogy ez a két ember mit gondol egymásról?” kérdést próbálták meg éreztetni a dal hangulatán keresztül a nézőkkel. Az Emlékek című epizódhoz Gough az Evanescence My Immortal című számát szerette volna felhasználni annak utolsó jelenetében. Gough már a forgatókönyv írásának kezdetekor értesítette ötletéről Wade-Reedet. Véleménye szerint a dal az anyák szimbolikáját hordozza. A jelenetben, melyhez Gough ezt a dalt kívánta felhasználni Clark elmondja földi nevelőanyjának, Marhának, hogy az első gyermekkori emléke biológiai anyjához, Larához kötődik.
A harmadik évad Sebesség (Velocity) című epizódja azt a lehetőséget kínálta a sorozat alkotói számára, hogy olyan stílusú zenét használhassanak fel, melyet más körülmények között nem tennének. Az epizód hasonló volt a Halálos iramban című filmhez és központi szereplője a sorozat egyetlen fekete bőrű szereplője, Pete volt. Madonna Wade-Reed ezért több hiphop dallamot használhatott fel, melyek remekül beleillettek a cselekmény környezetébe. Reed ehhez a brit Dizzee Rascal számait választotta, és az Egyesült Államokból ő volt az első, aki biztosította jogait Rascal lemezének felhasználására. Greg Beeman, a sorozat több epizódjának és jelenetének rendezőjének is többször állt elő konkrét zenei javaslatokkal. Az Átjáró (Vortex) című epizódjának utolsó jelenetében a Coldplay dallami voltak hallhatóak. Szintén Beeman rendezte azt a jelenetet, melyben Lana Lex esküvője előtt felnéz a Kent farm pajtájára. Ebben a jelenetben Matthew Good Weapon című számát használta fel. A dal szövegében az előadó arról énekel, hogy egy angyal és az ördög van áll mellette. Beeman úgy irányította Wellinget és Kreukot, hogy a jelent bizonyos pillanatai összhangban legyenek a dal szövegével. Mikor a sorozat alkotói nem veszik igénybe Pyken és Wade-Reed közreműködését az egyes epizódok zenét teljes egészében Mark Snow komponálja meg, mint azt például a második évad Ki a tettes? (Suspect) című epizódja esetében tette.

## Az évadok rövid áttekintése
A Smallville első évadában mutatkoznak be a sorozat állandó szereplői. A történetekben feltűnő, különleges képességekkel rendelkező negatív szereplők emberfeletti adottságai a kriptonit nevű meteorkövektől erednek. Ezeknek az általában csupán egyetlen epizódban szereplő gonosztevőknek a cselekményben betöltött szerepét Gough és Millar dolgozta ki. Az első évadban központi szerepet tölt be az, ahogyan Clark megpróbálja elfogadni földönkívüli származását, és azt, hogy megérkezése a Földre összefüggésben van Lana szüleinek halálával. Az első évad után a sorozat kevesebb új gonosztevőt vonultat fel, ezzel szemben a több epizódot is felölelő történetek eseményei az összes szereplőre hatással vannak. A központi téma általában Clark származásának és küldetésének rejtélye. Clark megpróbálja feltárni kriptoni eredetének. Bemutatkozik Jor-El, Clark biológiai apjának test nélküli hangja, aki Clark űrhajóján keresztül kommunikál fiával és próbálja vele megértetni, kikényszeríteni földi végzetének elfogadását. Clark Jor-El útmutatása nyomán három kriptoni kő után kezd kutatni, melyek az univerzum tudását hordozzák és létrehozzák A Magány Erődjét. Clark harcolni kényszerül Brainiac ellen, aki megpróbálja kiszabadítani a kriptoni bűnözőt, Zod tábornokot. Clarknak a Fantom Zónából megszökött bűnözők és idegen lényekkel is fel kell vennie a harcot. Kara, Clark vér szerinti unokatestvére megérkezik a Földre. Lex felfedezi Clark titkát. A nyolcadik évad főbb eseményei közé tartozik Davis Bloome bemutatása, aki a DC Comics Végítélet nevű szereplőjének adaptációja, valamint egy Tess nevű nő felbukkanása, aki Lex Luthor eltűnése után veszi át annak szerepét. Justin Hartley visszatér a sorozatba Oliver Queen, azaz a Zöld Íjászként és a sorozat állandó szereplője lesz.

## A sorozat szereplői
Tom Welling játssza Clark Kentet, a Smallville emberfeletti képességekkel rendelkező főhősét, aki földönkívüli származása miatt vívódik, hogy találja meg helyét az életben. Különleges képességeit arra használja fel, hogy segítsen másokon. Az első évadban Clark számára a legnagyobb nehézséget az jelenti, hogy senkivel sem oszthatja meg titkát, és hogy a képességek ellenére hétköznapi életet éljen. Tom Wellinget hónapokig tartó kutatás után fedezték fel Clark Kent szerepére. David Nutternek előbb meg kellett győznie Welling menedzserét, hogy a szerep nem lesz negatív hatással a fiú filmes pályafutására egyáltalán ahhoz, hogy Welling elolvassa a pilot epizód forgatókönyvét. A történet azonban meggyőzte Wellinget, hogy részt vegyen a meghallgatáson.
Allison Mack játssza Chloe Sullivant, Clark legjobb barátját. Szerelmes Clarkba, de érzései viszonzatlanok maradnak. Chloe az iskolai újság szerkesztője; újságírói ambíciói és kíváncsisága mindig a „hazugságok leleplezésére” és az „igazság felkutatására” sarkalják, ami azonban gyakran barátai és közé áll, elsősorban akkor, mikor Clark múltjában kezd kutatni. Miután Allison Mack a meghallgatások rendezőjétől, Dee Dee Bradley-től értesült a készülő új sorozatról, először Lana Lang szerepére szeretett volna jelentkezni. Később azonban Mack kétszer is részt vett Chloe Sullivan szerepének meghallgatásán. Chloe szerepét kizárólag a sorozat számára alkották meg, és Mack meghallgatása előtt az eredeti elképzelés szerint kisebbségi háttere lett volna.
Kristin Kreuk játssza Lana Langet, a szomszéd lányt. Szülei elvesztése nagy űrt hagyott a szívében és emiatt rendkívül érzékeny mások fájdalmára. Erős érzelmi kapcsolat van közte és Clark között. Gough és Millar eredetileg Clark Kent szerepére készültek színészt keresni, de miután David Nutter megnézte a lány jelentkezési kazettáját Kristin Kreuk volt az első, aki részt vehetett a meghallgatáson. Kreuk a hetedig évad végén elhagyta a sorozatot, de öt epizód erejéig vendégszereplőként ismét feltűnt a nyolcadik évadban.
Michael Rosenbaum játssza Lex Luthort, egy milliárdos fiát, akit apja azért küldött Smallville-be, hogy átvegye a helyi trágyafeldolgozó vezetését. Miután Clark megmenti az életét, hamar barátságot kötnek egymással. A sorozat előrehaladtával a kettejük barátsága többször is meginog, míg végül ellenségekké válnak. A sorozat alkotói igen nehezen hozták meg a döntést, hogy kit válasszanak Lex Luthor szerepére, mivel mindenki mást színészt tartott megfelelőnek a szerepre. Michael Rosenbaum kétszer is részt vett a meghallgatáson. Úgy érezte, hogy az előtt nem vette elég komolyan, ezért egy két és fél oldalas jelenetből külön megjelölt minden humoros, karizmatikus és fenyegető sort. Második meghallgatása olyan jól sikerült, hogy ezúttal mindenki egyetértett abban, hogy ő a megfelelő „fickó” a szerepre. A hetedik évad után Rosenbaum elhagyta a sorozatot.
III. Sam Jones játssza Pete Ross-t, Clark egy másik közeli barátját. Pete az első, akit Clark önként beavat titkába. Szerelmes Chloe-ba, amit azonban titokban tart a már egyébként is eléggé bonyolult Clark–Lana–Chloe szerelmi háromszög miatt. Pete Ross-t a harmadik évad végén kiírták a sorozatból, de vendégszereplőként ismét feltűnt a hetedik évadban. Jones volt az utolsó, akit a sorozat állandó szereplői közül meghallgattak. Gough és Millar csupán négy nappal a pilot epizód forgatása előtt ismerték meg Jones-t. Pete Ross a Superman-képregényekben fehér bőrű, de a producerek mégis az afroamerikai Jones-t választották a szerepre.
Annette O’Toole játssza Martha Kentet, Clark nevelőanyját. Férjével, Jonathannel erkölcsi tanácsokkal látják el Clarkot, hogyan bánjon egyre növekvő erejével. Az ötödik során állami szenátusi pozíciót kap, majd pedig a hatodik évadban Washingtonban az Amerikai Egyesült Államok Szenátusának is tagja lesz, mellyel kiírták a szereplőt a sorozatból. Martha Kent szerepére eredetileg Cynthia Ettingert választották, de a forgatások során mindenki rájött, beleértve Ettingert is, hogy nem ő a megfelelő személy a szerepre. A pilot forgatása alatt Annette O’Toole a The Huntress című sorozat főszereplőjét alakította. A Smallville alkotói nagyjából egy időben kezdtek új színészt keresni Martha Kent szerepére a The Huntress megszűnésével, így nem volt akadálya, hogy O’Toole csatlakozzon az új sorozathoz. O’Toole korábban az 1983-as Superman 3.-ban Lana Langot alakította.
John Schneider játssza Jonathan Kentet, Clark nevelőapját, aki, Schneider szavaival „kész, hogy börtönbe menjen, vagy akár rosszabbat is elviseljen, hogy megvédje fiát.” John Schneidert a Smallville századik epizódjában írták ki a sorozatból, melyben Jonathan szívrohamban meghal választási győzelme éjszakáján. Millar és Gough egy ismerős arcot is szeretett volna látni a Smallville-ben, ezért szimpatikus volt számukra az ötlet, hogy John Schneider játssza Jonathan Kent szerepét, mivel a színész már jól ismert volt Bo Duke szerepében a Hazárd megye lordjai című sorozatból. Ez Gough véleménye szerint még hihetőbbé is tette őt, mint farmert ebben a szerepben.
Eric Johnson játssza Whitney Fordmant, Lana barátját, aki féltékenységében Lana és Clark barátsága miatt olyan messzire megy, hogy "lehúzza" Clarkot. Ennek ellenére végül kibékül Clarkkal mielőtt belép a tengerészgyalogságba. Whitneyt az első évad utolsó epizódjában írták ki a Smallville-ből, de cameo-szerepben többször is visszatért a sorozatba, így a második évad Ábrázat (Visage) című epizódjában, melyben kiderült, hogy életét vesztette a tengerentúlon, valamint a negyedik évad Látszat (Façade) című epizódjában, egy visszaemlékezésben Clark gólya-évére a középiskolában. Eric Johnson hálás volt az íróknak, azért ahogyan kiírták Whitneyt a sorozatból, mivel így a szereplő hősként távozhatott. Johnsont eredetileg Lex és Clark szerepére jelentkezett, de végül Whitney Fordman szerepére választották ki.
John Glover játssza Lionel Luthort, Lex apját. Lionelnek köszönhető, hogy a Kenték minden jogi akadály és fiú származása után való kérdezősködés nélkül örökbe tudták fogadni Clarkot. Glover megpróbálta úgy megformálni Lionelt, mint aki megpróbálja „erősebbé tenni” a fiát. Meglátása szerint a szereplő egy olyan gazdag és befolyásos üzletember, aki csalódott a fiában. Szándéka szerint az első évadban megpróbálta Lionelt olyannak bemutatni, aki próbálja a fiát rátermetté, keményebbé tenni. Lionel Luthort kifejezetten a sorozat számára alkották meg, hogy a Kenték ellenpontja legyen a „szülői szélsőségek” megjelenítése miatt. A második évadban John Glover, aki csak vendégszerepekben tűnt fel az előző évad során a Smallville állandó szereplője lett és maradt egészen a hetedig évad Lejtmenet (Descent) című epizódjáig, melyben Lex megölte apját.
Erica Durance játssza Lois Lane-t, Chloe unokatestvérét. Lois azért érkezik a kisvárosba, hogy Chloe feltételezett halála után nyomozzon, és ott tartózkodása alatt a Kent családnál száll meg. Durance csupán vendégszereplőként jelent meg a negyedik évadban, de az ötödik évadtól már állandó szereplője lett a sorozatnak. A Smallville producerei már a kezdettől szerették volna Lois Lane-t is átültetni a sorozatba, melyre Chloe látszólagos halála a harmadik évad végén kitűnő alkalomnak ígérkezett. Durance meghallgatására csupán három nappal a forgást megkezdése előtt került sor, és csak négy epizódban szerepelhetett volna a Warner Bros. filmes részlegének megkötései miatt. A további tárgyalások után azonban lehetősége nyílt többen is játszani.
Jensen Ackles játssza Jason Teague-ot, Lana párja a negyedik évadban, aki a lányt Párizsból követi Smallville-be, ahol az iskola football csapatának edzője lesz. Állását akkor veszíti el, mikor kapcsolata Lanával kitudódik. Az évad végére kiderül, hogy anyjával együtt dolgozva próbálták megszerezni a tudás három kriptoni kövét. Ackles kitüntetett helyet foglalt el a negyedik évadban és egy továbbira is szerződtették, de végül az évad végén mégis kiírták a sorozatból az Odaát című sorozatban megkapott főszerepe miatt.
Aaron Ashmore játssza Jimmy Olsent, Chloe fényképész barátját, aki a Daily Planetnél dolgozik. Ashmore a hatodik évad során visszatérő vendégszereplő volt, de hetedik évadtól azonban már a Smallville állandó szereplője. Kiválasztását a szerepre Ashmore meglepetésként és a vágya beteljesüléseként jellemezte. „Jelentkeztem a szerepre és elküldtem a kazettámat. Hetekig nem hallottam róla semmit, majd egyszer csak felhívtak és azt mondták, hogy »Vancouverbe kell menned, mert ott forgatják a Smallville-t«. Az álmom hirtelen valóra vált.” – mondta Ashmore.
Laura Vandervoort játssza Karát, Clark kriptoni unokatestvérét, aki azért küldtek Kal-El, vagyis Clark után, hogy vigyázzon rá, de a lány tizennyolc évre hibernációs állapotban rekedt. Mikor a gát, mely az űrhajóját fogva tartotta átszakadt a hatodik évad végén, a Fantom (Phantom) című epizódban Kara is kiszabadult. Kara rendelkezik Clark minden emberfeletti képességével, még repülni is képes, amit Clark akkor még nem sajátított el. A hetedik évad végén a lány a Fantom Zóna fogságába esett. Vandervoort a nyolcadik évadban már nem tartozott a sorozat állandó szereplői közé, de a Bloodline (’Vérvonal’) című epizódban még visszatért, hogy elvarrják a vele kapcsolatos történetszálakat.
Justin Hartley játssza Oliver Queent, a Zöld Íjászt, aki a Queen Industries nevű vállalat, és egy kisebb szuperhőscsapat vezetője. Hartley visszatérő vendégszereplője volt a sorozatnak a hatodik és hetedik évadban, a nyolcadikban pedig állandó szereplője lett a Smallville-nek. Hartley volt a producerek első választása Oliver Queen szerepére; akit azért hoztak a sorozatba, hogy felkavarja Clark és Lois életét, és hogy bemutasson Clarknak egy másik módot is, ahogyan a bűn ellen harcolhat.
Sam Witwer játssza Davis Bloome-ot a sorozat nyolcadik évadában. Davis egy „karizmatikus” mentőorvos, aki a benne lakozó sötét oldal ellen küzd. Davis Bloome a DC Comics Végítélet nevű szereplőjének adaptációja, az egyetlen lénynek, akinek a képregénysorozatban sikerült megölnie Supermant. Witwer magyarázta szerint az általa alakított Davis az évad során egyre jobban kezd majd hasonlítani a képregényekben megjelenő szereplővé. Brian Peterson nyilatkozata szerint a sorozat új executive producerei Rosenbaum távozásakor olyan új negatív szereplőt szerettek volna látni a sorozatban, akik „felérhet Lexhez”, és ezt Végítéletben találták meg.
Cassidy Freeman játssza Tess Mercert, akit a nyolcadik évadban Lex saját maga jelölt ki utódaként a LuthorCrop vezetői székébe. Tess Mercer neve utalás Eve Teschmacherre és Mercy Graves-re, akik más Superman-adaptációk szereplői voltak. Freeman magyarázata szerint Tess Mercer Lex gondosan kiválasztott utóda; „félelmetes”, „életrevaló” és „intelligens”. Tess Mercer elsődleges célja a nyolcadik évadban Lex felkutatása, mely közben figyelme Clarkra irányul, akiről úgy hiszi segítségére lehet Lex megtalálásában. Darren Swimmer nyilatkozata szerint Tess érdeklődésének Clark iránt romantikus vetülete is ki fog alakulni.
Mellékszereplők

## A sorozat fogadtatása
A Smallville első epizódját mintegy 8,4 millió néző látta annak premierje alkalmával, mellyel a WB addigi legsikeresebb nyitóepizódja lett. Az sorozat első évadának egyik visszatérő negatív kritikája, hogy az epizódok jellemzően „a hét gonosztevője” sémát követték. Mire a Smallville hetedik epizódja adásba került, már több újságíró is hangot adott ezen véleményének. „A Smallville magasan szárnyal a szereplők közötti szuper kölcsönhatások és John Schneider remek Kent papa-alakítása révén. Viszont mindezek ellenére a sorozatnak jobb történetre van szüksége mint »a hét szörnyei«, amiket eddig láthattunk.” – írta Rob Owen, a Pittsburgh Post-Gazette munkatársa. Jordan Levin, a WB szórakoztató osztályának elnöke, elismerte a kritikák jogosságát, mely szerint a műsor egy valóban ebbe az irányba haladt. Levin bejelentette, hogy a második évadban „rövidebb, három-négy epizódot felölelő történetek lesznek majd láthatóak, hogy eltávolodjunk attól a rendszertől, amibe beskatulyáztuk magunkat.” Gough felismerte, hogy minden újabb évadban a nagyobb történetek mellett alkalmanként szükségük van néhány, „a hét gonosztevője” epizódra is. Ezeket a típusú részeket elsősorban a Superman történeteit ismerők és kedvelők illették negatív kritikákkal. Gough magyarázata szerint minden epizódnak a ki kell elégítenie a Superman rajongók és az ezen a körön kívül eső nézők igényeit is; a WB esetében ez a közönség azokból a kamaszokból tevődik össze, akik igenis jobban kedvelik az egyszeri alkalommal szereplő gonosztevőket és szörnyeket, mint a Superman mitológiára épülő epizódokat.
A Smallville a hatodik helyet érte el a Parents Television Council (’Szülők Televíziós Tanácsa’) „legjobb tévéműsor a családnak”-listáján. Karl Heitmueller az MTV-től úgy vélte, hogy a Smallville-ben látható Clark Kent igen közel áll az eredetihez. A sorozat „hű a történet szelleméhez”, ahogyan bemutatja Clark önzetlenségét és ahogyan a vágyai és kötelessége között vergődik. Ugyanakkor Heitmueller az is megjegyezte, hogy a műsor alkotóinak nehéz dolga lesz megmagyarázni, hogy Smallville lakói közül, különösképpen Lex Luthor miért nem fogja felismerni senki Clarkot, mikor magára ölti Superman-öltözékét.
Christopher Reeve, a szereplő talán legismertebb megszemélyesítője, aki összesen négy Superman-filmben alakította Clark Kentet, elismerően nyilatkozott a sorozatról.
Kicsit kétkedő voltam mikor először hallottam a Smallville-ről, de be kell valljam, hogy a forgatókönyv, a színészi játék és különleges hatások figyelemreméltóak. 1977-ben egy nagyobb kaszkadőrös jelenetet egy hétig forgattunk volna – igazán meggyőző, hogy mikre képesek a számítógépes technológia segítségével már egy heti tévéműsor esetében is. Minőségben és intenzitásban is sokat ad a sorozathoz, többet mint amire számítottam, amikor először hallottam róla. Véleményem szerint a Smallville igazán jól követi a sorozathoz kapcsolódó mitológiát, Tom pedig a tradíciók szellemében szintén remekül játszik.
2006. január 24. erősítették meg, hogy a Smallville része lesz a CW 2006–2007-es őszi műsorainak, miután a WB és a UPN beszüntetik különálló működésüket és 2006 szeptemberétől CW néven kezdik meg adásukat.
| Évad     | Időpont   | Csatorna | Évadnyitás           | Évadnyitás                    | Évadzárás       | Évadzárás                    | Helyezés | Nézettség (millió) |
| Évad     | Időpont   | Csatorna | Dátum                | Évadkezdés Nézettség (millió) | Dátum           | Évadzárás Nézettség (millió) | Helyezés | Nézettség (millió) |
| -------- | --------- | -------- | -------------------- | ----------------------------- | --------------- | ---------------------------- | -------- | ------------------ |
| 1. évad  | Kedd      | The WB   | 2001. október 16.    | 8.40                          | 2002. május 21. | 3.80                         | #115     | 5.90               |
| 2. évad  | Kedd      | The WB   | 2002. szeptember 24. | 8.70                          | 2003. május 20. | N/A                          | #113     | 6.30               |
| 3. évad  | Szerda    | The WB   | 2003. október 1.     | N/A                           | 2004. május 19. | 5.92                         | #141     | 4.96               |
| 4. évad  | Szerda    | The WB   | 2004. szeptember 22. | 6.07                          | 2005. május 18. | 5.47                         | #124     | 4.40               |
| 5. évad  | Csütörtök | The WB   | 2005. szeptember 29. | 5.90                          | 2006. május 11. | 4.85                         | #117     | 4.70               |
| 6. évad  | Csütörtök | The CW   | 2006. szeptember 28. | 4.96                          | 2007. május 17. | 4.14                         | #125     | 4.10               |
| 7. évad  | Csütörtök | The CW   | 2007. szeptember 27. | 5.18                          | 2008. május 15. | 3.85                         | #175     | 3.77               |
| 8. évad  | Csütörtök | The CW   | 2008. szeptember 18. | 4.34                          | 2009. május 14. | 3.13                         | #152     | 3.74               |
| 9. évad  | Péntek    | The CW   | 2009. szeptember 25. | 2.58                          | 2010. május 14. | 2.40                         | #129     | 2.38               |
| 10. évad | Péntek    | The CW   | 2010. szeptember 24. | N/A                           | 2011. május     | N/A                          | N/A      | N/A                |

## Díjak és elismerések
A Smallville első évada számos díjjal jutalmazták. 2002-ben elnyerte az Emmy-díjat a „legjobb hangmérnöki munka (Outstanding Sound Editing)” kategóriájában. Négy évvel később, az ötödik évad Érkezés (Arrival) című epizódjáért újabb Emmy-díjat nyert, ezúttal a „legjobb vágás (Outstanding Editing for a Series)” kategóriájában. 2008-ban ismét a „legjobb hangmérnöki munka” kategóriájában nyerte el az Emmy-t a hetedik évad Bizarro (Bizarro) című epizódjáért.
A sorozat több alkalommal is elnyerte az Oroszlán-díjat. Natalie Cosco, a Smallville sminkmesterét kétszer tüntették ki a „legjobb smink (Best Make-Up)” kategóriájában, a negyedik évad Rémület (Scare), és a hatodik évad Hydro (Hydro) és Sorvadás (Wither) című epizódjaiban végzett munkájáért. 2006-ban Barry Bonlevy nyerte a legjobb operatőrnek járó díjat (Best Cinematography in a Dramatic Series) a negyedik évad Lélek (Spirit), míg David Wilson a „legjobb produkciós vázlat (Best Production Design in a Dramatic Series)” kategóriájában a Rémület című epizódjáért tüntettek ki. A Smallville hatodik évada elnyerte a „legjobb drámai sorozat (Best Dramatic Series)” díját; James Marshall a „legjobb rendező (Best Direction)” díját a Zod (Zod), Caronline Cranstoun a „legjobb jelmez (Best Direction)” díját a Nyíl (Arrow), és James Philpott a „legjobb produkciós vázlat (Best Production Design)” díját a Igazság (Justice) című epizódért. 2008-ban a sorozat újra elnyerte a „legjobb drámai sorozat (Best Dramatic Series)” díját, valamint a legjobb operatőrnek járó díjat (Best Cinematography). A különleges képi hatásokért felelős csapatot a pilot epizódban nyújtott teljesítményéért 2002-ben a „legjobb képi hatások (Best Visual Effects)” díjával jutalmazták meg. Munkájukat a második évad Akceleráció (Accelerate) című epizódjában a Visual Effects Society is elismerte a 2004-es Visual Effects Society-díj „legjobb közreműködés televíziós műsor, videóklip vagy reklám (Outstanding Compositing in a Televised Program, Music Video or Commercial)” kategóriájában. Ugyanebben az évben megnyerték a „legjobb matte painting televíziós műsorban, videóklipben vagy reklámban (Outstanding Matte Painting in a Televised Program, Music Video, or Commercial)” kategóriájában a Lázadás (Insurgence) című epizódért.
2002-ben az American Society of Composers, Authors, and Publishers (’Zeneszerzők, Írók és Kiadók Amerikai Közössége’) kitüntette a Remy Zero nevű együttest a sorozat Save Me című főcímdaláért, valamint Mark Snow-t a sorozat zeneszerzőjét a Smallville-ben való munkájukért. A díjat azon személyek között osztották ki, aki 2001. január 1. és december 31. között a legnézettebb televízióműsorok főcímdalában vagy zenei aláfestésében működtek közre. Az American Society of Cinematographers (’Amerikai Operatőrök Közössége’) díjjal jutalmazta David Moxness munkáját a hatodik epizód Nyíl, valamint a következő évben Glen Winter munkáját a Noir (Noir) című epizódban végzett közreműködésükért.
A Smallville állandó szereplőit is többen jutalmazták különböző díjakkal. 2001-ben Michael Rosenbaum elnyerte a Szaturnusz-díjat a „legjobb mellékszereplő (Best Supporting Actor)” kategóriájában. Tom Wellinget 2002-ben a Teen Choice Award „Choice Breakout TV Star” kategóriájában jutalmazták. 2006-ban Allison Mack a „legjobb segítő” (Best Sidekick) díját nyerte meg, melyet 2007-ben ismét megkapott.

## Kapcsolódó média

#### Fiatal felnőtteknek szóló regények
2002. október 1-jén három regény jelent meg az Aspect és kettő Little, Brown Young Readers kiadásában. Az Aspect gondozásában megjelenő ''Smallville: Strange Visitors (’Smallville: Különös látogatók’) című regényben, melynek írója Roger Stern, Clark és barátai megpróbálják kideríteni az igazságot arról a két vallásos emberről, akik egy kis üzletet nyitnak a városban és meteorköveket használnak fel a vallási összejöveteleiken, hogy meglopják a helyieket. A Little, Brown Young Readers első könyve az Arrival (’Megérkezés’) címet viselte. A Michael Teitelbaum által írt könyv a televíziós sorozat pilot epizódját dolgozza fel. A második regény, a See No Evil (’Ne láss rosszat’) szerzői Cherie Bennett és Jeff Gottesfeld voltak, akik egyben a televíziós sorozat több epizódjának forgatókönyvén is dolgoztak. A regény központi szereplője Dawn Mills, egy színészi ambíciókkal rendelkező fiatal lány, aki a Julliardon szeretne tanulni. Dawn képes láthatatlanná válni, és mikor szemtanúja lesz, hogy a háta mögött mindenki csak rosszat mond róla, elhatározza, hogy bosszút áll. Mikor Clark rájön, hogy Dawn mit művel, megpróbálja megállítani őt. A See No Evil az első évad Láthatatlanul (Shimmer) című epizódjának szánt eredeti történetet dolgozta fel.
2002. november 1-jén jelent meg az Aspect kiadásában Alan Grant Smallville: Dragon (’Smallville: Sárkány’) című könyve, melyben egy volt fegyenc egy sárkány külsejére és képességeire tesz szert, miután kriptonit sugárzás éri egy barlangban. A mutációja miatt erős késztetés is hatalmába keríti, hogy megölje mindazokat, akik ellene vallottak. A regény egyik pontján Clarkot hipnotizálják, hogy az higgye, hogy hétköznapi fiatal, akinek nincsenek emberfeletti képességei. Egy hónappal Grant regényének megjelenése után adta ki a Little, Brown Young Readers Bennett és Gottesfeld második könyvét, mely a Flight (’Repülés’) címet viselte. A történetben Clark felfedez egy fiatal lányt, Tiát, akinek szárnyai vannak. Barátaival az gyanítják, hogy Tiát bántalmazza az apja, így megtanítják a lánynak, hogyan győzze le a félelmét a repüléstől és hogy megkeresse édesanyját. A Flight, akárcsak a See No Evil szintén egy televíziós epizód tervezett története volt, de mivel a csapat nem tudta biztosan, hogy képesek lesznek e megfelelően megoldani a repülési jeleneteket, végül elvetették az ötletet. Az Aspect harmadik könyvének írója Nancy Holder volt. A 2003. január 1-jén megjelent Hauntings (’Kísértések’) történetében Clark és barátai Smallville egyik kísértetházában nyomoznak. A Little, Brown Young Readers következő könyve Animal Rage (’Állati düh’) címen jelent meg David és Bobby Weiss íróktól. A cselekmény főszereplője Heather Fox, egy állatjogi aktivista, aki képes átváltozni bármilyen állattá, amihez hozzáér. Clarknak meg kell fékeznie Heathert, aki arra használja ezen képességét, hogy bántsa azokat, akik az állatoknak is fájdalmat okoznak. Az Aspect következő regényének írója Dean Wesley Smith volt. A Whodunit (’Detektívtörténet’) című könyvben Clark, Chloe, Lana és Pete egy fiú és annak lánytestvérének a gyilkosa után nyomoznak, miközben Lex azt próbálja eldönteni, hogy kifizesse e a váltságdíjat az apja elrablóinak, vagy próbálja inkább ő maga kiszabadítani őt.
A Little, Brown Young Readers következő két könyve 2003 áprilisában és júniusában jelentek meg. A Speed (’Sebesség’) írója Cherie Bennett és Jeff Gottesfeld, a Buried Secrets (’Eltemetett titkok’) írója Suzan Colon volt. A Speed történetében egy fiú az apja homokórája segítségével képes megállítani az időt, hogy közben bűncselekményeket kövessen el a kisebbségekkel szemben. Clarknak sikerül megállítani őt mielőtt még több kárt okozna a helyi multikulturális fesztiválon. A Buried Secrets-ben Clark és Lex egyszerre lesznek szerelmesek az iskola kisegítő spanyol tanárnőjébe, aki egy gondolatolvasó. Clark és Lex barátsága erősen meginog miközben a tanárnő kegyeiért versengenek.
2004 szeptember 9-én jelent meg az Aspect kiadásában Diana G. Gallagher Shadows (’Árnyak’) című regénye, melyben egy lány és az édesapja költöznek Smallville-be. A tudós apa létrehoz egy szörnyet, ami embereket kezd ölni, Jonathan Kent viszont arra gyanakszik, hogy a halálesetek a LuthorCorppal vannak összefüggésben. Ez konfliktushoz vezet apa és fia között, mivel Clark hisz Lex ártatlanságában. Hogy ezt apjának is bebizonyítsa bizonyítékot kell szereznie Lex felmentésére és megállítania a szörnyet, mielőtt az újra gyilkolhatna. Suzan Colon volt az írója a Runaway (’Szökevény’) című könyvnek. A történetben Clark megszökik otthonról és a városban több hajléktalan kamaszoz szegődik és beleszeret egyikükbe, mielőtt ismét hazatér. A Smallville: Silence (’Smallville: Némaság’) című regényben, melynek írója Nancy Holder, Clark és barátai a titokzatos zombik megjelenése után kutatnak. A Little, Brown Young Readers nyolcadik kiadása Bennett és Gottesfeld Greed (’Kapzsiság’) című regénye volt. Clark és barátai nyári munkát vállalnak és hátrányos helyzetű fiatalok mellé kerülnek tanácsadóként. A fiatalok közül az egy fiú a Carter-tóba esik, mely után képessé lesz a jövőbe látni. Lionel tudomást szerez erről és megpróbál hasznot húzni a fiú képességéből. Eközben Pete Clark képességeit akarja kihasználni. Arra biztatja Clarkot, hogy vegyen részt egy baseball meccsen, amire ő titokban fogadást kötött.
Alan Grant második könyve a Curse (’Átok’) volt, melyben egy sírásó egy 150 éves átkot szabadít rá Smallville városára, amivel Clarknak kell szembeszállnia. 2004. február 1-jén jelent meg a Little, Brown Young Readers Temptation (’Kísértés’) című regénye Suzan Colontól. Clark vörös kriptonitot használ fel, hogy elcsábítsa Lanát és Chloét, akik azonban egy francia cserediákhoz kezdenek vonzódni. Az Aspect utolsó könyve 2004. március 1-jén jelent meg. A City (’Város’) írója Devin K. Grayson volt. A történetben Clark és Lex Metropollisba indulnak. A városban a japán maffia és egy titkosügynök összetűzésébe csöppenek, aki azt hiszi, hogy rátalált egy földönkívülire. A Little, Brown Young Readers utolsó kiadványa Cherie Bennett Sparks (’Szikrák’) című könyve volt, melyben Chloét egy tűzijáték közben megcsap egy kriptonit-szikra. A baleset után Chloe minden férfi után vágyat kezd érezni. Miután a szikra hatása elmúlik, az egyik férfi nem hajlandó elfogadni Chloe visszautasítását és elrabolja őt.

#### Képregény
A második évad kezdete előtt a DC Comicsa televíziós sorozat alapján kiadott egy egyrészes képregényfüzetet. A kiadvány a Smallville: The Comic címet viselte és két történetet tartalmazott. Az első írója Mark Verheiden és Roy Martinez volt. A Raptor című történetben egy fiú a kriptonit miatt átalakul egy Velociraptorrá és bosszút akar állni a Luthor családon. A második, Exile and The Kingdom (’A királyság száműzetése’) című történet írója Michael Green és John Paul Leon volt. Ez a történet abba enged betekintést, hogy Lex miért maradt Smallville-ben az első televíziós évad végén, annak ellenére, hogy apja felajánlott neki egy pozíciót Metropolis-ban. A DC Comics később elkezdett megjelentetni egy rendszeres, kéthavi megjelenésű füzetet is. Clint Carpenter a televíziós sorozat forgatókönyv-koordinátora a Smallville kiegészítő kiadványának nevezte a képregényt, melynek cselekménye összhangban van a tévéműsoréval. Magyarázat szerint a képregénysorozat kibővíti a műsor történeteit, így például azt is bemutatja, hogy mit történt egy évadzáró epizód után. Ezek a történetek további mélységet biztosítottak olyan szereplők személyisége számára is, akik nem szerepelhettek eleget a tévéképernyőkön vagy történetük egyszerűen csak további magyarázatra szorult.
Carpenter nem az első volt, akit felkértek rá, hogy ügyeljen a képregény és a televíziós sorozat közötti összhangra. A képregénysorozatért felelős személy eredetileg az egyrészes kiadvány egyik társírója Mark Verheiden lett volna. Verheiden munkája a televíziós sorozaton azonban lehetetlenné tette számára, hogy még a képregénysorozaton is dolgozzon, így megkérte Carpentert, hogy vegye át tőle ezt a feladatot. Annak ellenére, hogy a képregény az eredet szándék szerint kiegészítette volna a Smallville cselekményét, több ellentmondás is felbukkant a füzetekben, mely a képregény és a televíziós sorozat időben eltérő gyártási beosztásaira vezethető vissza. Egy ilyen eset volt például mikor Clark a képregényben kirabolt egy ATM-et, majd pedig a televíziós sorozat harmadik évadát megnyitó epizódjában már többet rabol ki. A képregénysorozatnak nem csak a televíziós műsorhoz kötődik, hanem a Chloe Chronicles (’Chloe krónikái’) című webizódokhoz, és a többi Smallville-es weboldalhoz is. Mellékletként a képregénysorozat interjúkat is közölt a sorozat szereplőivel és munkatársaival, valamint háttérinformációkkal is szolgált a sorozat gyártási folyamatáról.

#### Egyéb kiadványok
Titan kiadó 2003-tól kezdődően jelenteti meg a sorozattal azonos címet viselő havi magazint. A kiadvány többek között interjúkat közöl a Smallville színészeivel és alkotóival, információkat a sorozattal kapcsolatos termékek és egyéb kiadványok megjelenéséről, valamint fényképeket a szereplőkről és a forgatásokról. A magazinnak 2009 februárjáig 31 száma jelent meg.

### Chloe Chronicles
Az Allison Mack által alakított Chloe Sullivan főszereplésével két kapcsolódó minisorozat készült Smallville: Chloe Chronicles és Vengeance Chronicles címmel. A Chloe Chronicles két nagyobb történetet dolgozott fel. Az elsőben Chloe az Earl Jenkins halálához vezető eseményeket igyekszik felderíteni. Jenkins a Smallville első évadának Remegés (Jitters) című epizódjában ejtette túszul Cholét és barátait a LuthorCorp üzemében. A minisorozat ötlete Mark Warshaw-tól származott, aki a Smallville hivatalos honlapjáért és a DVD-kiadásokért volt felelős. A sorozat alapgondolata az volt, hogy „elvarrja a televíziós sorozat szálait”. Az első történetet 2003. április 29. és május 20. között sugároztak az interneten, melyet kizárólag az AOL felhasználói tekinthettek meg, de később az Egyesült Királyság Channel 4 weboldalán is elérhetővé vált.
A Warner Bros. célja, saját megfogalmazásuk szerint azt volt, hogy egy olyan társprogramot hozzanak létre amely új és izgalmas módot biztosít a közönség megnyerésére, hasonlóképpen a videóklipekhez, amik a lemezeladást segítik. Allison Mack úgy írta körül a sorozatot, hogy „nagyon Nancy Drew és nagyon rejtélyes”, valamint kicsit az X-akták és a New York rendőrei című televíziós sorozatokhoz hasonlította. A Chronicles hasonlóak egy detektívtörténethez, melyben Chloe különböző nyomokat követ, emberekkel beszél és apránként derít fényt a rejtélyre. A sorozat forgatókönyvét Brice Tidwell írta, de Mack ezeket felülbírálhatta, módosításokat javasolhatott ha szükségét érezte. Warshaw rendszeres kapcsolatban állt Gough-al és Millarral, hogy újabb ötleteket szerezzen a Smallville történeteinek kiegészítésére a Chloe Chronicles sorozatában.
A második történet az első folytatásaként készül el a nézők pozitív visszajelzése eredményeként, melyben a sorozat egy további állandó szereplője, III. Sam Jones is látható volt Pete Ross szerepében. A két történet összesen hét mini-epizódot foglal magában. A második sorozat már nemcsak a televíziós történethez, hanem a képregénysorozathoz is kapcsolódott. A Vengeance Chronicles az ötödik évad Bosszú (Vengeance) című epizódjához kapcsolódott. A történetben Chloe egy álarcos bűnüldöző oldalán, akit „A Bosszú Angyalának” becéz, próbálja leleplezni Lex Luthor 33.1-es Szinten meteorfertőzött embereken végzett kísérleteit.

### Reklámcélú együttműködések
A Smallville harmadik évadában a sorozat producerei megállapodást kötöttek a Verizonnal, hogy azok segítségével a regisztrált felhasználók hozzájussanak a sorozattal kapcsolatos legfrissebb információkhoz a Daily Planet kiadványait mintázó formában. A felhasználók emellett kvízkérdéseken tehették próbára tudásukat a Smallville világáról és egyéb játékokhoz is hozzáférhettek. Az ellenszolgáltatás részeként a sorozat készítői az epizódok egyes jeleneteiben több Verizon terméket és szolgáltatást is elhelyeztek. A Sprinttel való együttműködésből született meg a Smallville Legends: The Oliver Queen Chronicles című hatrészes CGI sorozat, mely Oliver Queen korai éveit mutatta be. Lisa Gregorian, a Warner Bros. television Group marketing részlegének igazgatóhelyettesének magyarázata szerint egyezek a reklámcélú együttműködések lehetőséget biztosítanak a rajongók számára, hogy többet tudjanak meg, szorosabb kapcsolatban lehessenek kedvenc műsorukkal. 2007. április 19-én a sorozat alkotói a Toyotával kötöttek megállapodást, mellyel a vállalat új Yaris személyautóját kívánták reklámozni. A megállapodás eredménye a Smallville Legends: Justice & Doom című online elérhető képsor volt, mely a televíziós sorozat újabb epizódja alatt jelent meg. A Justice & Doom alapja az Igazság (Justice) című epizód volt, és Oliver Queen, Bart Allen, Victor Stone és Arthur Curry kalandját mesélte el, hogyan sikerült elpusztítaniuk a LuthorCorp egyik titkos laboratóriumát. Az online sorozat lehetővé tette a követői számára, hogy együtt nyomozzanak a szuperhőscsapattal, és ezért díjakat is nyerhettek. A sorozat mind az öt epizódjának írója Stephan Nilson volt, aki több rajzolóval és illusztrátorral dolgozott együtt. Nilson az alatt kapta meg az újabb epizód kívánt történetét, mialatt a televíziós stáb az újabb Smallville epizódot forgatta. Steve Scott rajzoló készítette el a képsor paneljeinek rajzait, amik ezután a Motherland nevű csoporthoz került. A csoport a rajzok áttekintése után közölték Scott-tal, hogy mely rajzokról készítsen külön réteget. Ez lehetővé tette tárgyak és más objektumok mozgatását a képsor olvasója számára.
2008-ban a CW a Stride-dal között megállapodást, melynek köszönhetően a nézők digitálisan elkészíthették saját Smallville képregényüket. A sorozat írói és producerei csak a képregény elejét és végét készítették el, a történet további részét már a nézőkre bízták. A CW a megállapodás ráeső részét a 2008. március 13-án sugárzott Hős (Hero) című epizódjában teljesítette, melyben Pete emberfeletti elasztikus képességekre tesz szert egy Stride márkájú, kriptonittal dúsított rágógumi hatására. A CW honlapján a nézők keddenként és csütörtökönként két lehetőség egyikére szavazhattak, mellyel egyszerre négy lapot adhattak hozzá a képregényhez egészen az együttműködés hivatalos lezárulásáig, 2008. április 7-ig. A Smallville hetedik évadában az alkotók a Sprinttel kötöttek ismét megállapodást, mely értelmében a Sprint ügyfelei „mobizódokon” keresztül követhették Clark unokatestvérének, Karának a kalandjait.

### Spin-off műsorok
Al Gough és Miles Millar, a Smallville megalkotói készítettek el az Aquaman című pilot epizódot a WB Televison Network számára Justin Hartley főszereplésével. Hartley a tervezett sorozat címszereplőjét, a DC Comics Aquaman nevű képregényszereplőjét alakította. Az új sorozat ötlete a Smallville Aqua című epizódjának forgatása közben vetődött fel, de az epizódot nem az Aquaman „backdoor pilotjének” szánták alkotói. Gough és Millar az új sorozat főszereplőjének nem a Smallville epizódjában Arthur Curry-t, vagyis Aquamant alakító Alan Ritchsont szánták, ugyanis az Aquamant nem a Smallville spin-offjának szánték. Gough 2005 novemberében úgy nyilatkozott, hogy „a sorozat az Aquman-legenda egy másfajta feldolgozása lesz”. Gough ezzel együtt azonban egy crossover gondolatát is fontolóra vette az ötlet kidolgozása során. Az Aquaman jó esélyekkel indult, hogy a WB és a UPN összeolvadása után létrejött CW megvegye a sorozatot, de az végül mégis elutasította.
A Smallville hatodik évada során felmerült egy önálló Zöld Íjász-sorozat lehetősége is. Hartley nem volt hajlandó nyilatkozni ezzel kapcsolatban, tiszteletben tartva a Smallville-ben betöltött szerepét. Hartley úgy érezte kötelessége tiszteletben tartani azt, amit a sorozat öt évad alatt elért. Tiszteletlennek tartotta volna azzal „elbitorolnia a rivaldafényt”, hogy nagyobbnak tüntetni fel magát mint amilyen valójában volt, csak azért mert két epizódban való szereplése után „szóba került” egy spin-off sorozatról. Hartley a spin-off ötletével kapcsolatban csak annyit árult el, hogy a „szóba kerülésnél” tovább nem jutott az ötlet. A Zöld Íjász sorozatot végül Arrow címmel kezdték el sugározni 2012-ben, amely nem a Smallville szálat vitte tovább hanem egy különálló sorozat lett belőle Oliver Queen karakteréről. A sorozat nem kapcsolódik a Smallville-ben megismert történethez, karakterekhez.

## DVD-kiadások
A Smallville első hat évada 1-es, 2-es és 4-es régiókódú DVD-kiadásban is megjelent. Az ötödik és hatodik évadot a hagyományos DVD mellett HD DVD formátumban is kiadták, míg a hetediket évadban a HD DVD-t már Blu-ray kiadás váltotta fel. Az egyes kiadások a sorozat epizódjain kívül a színészek és a stáb kommentárjait és törölt jeleneteket is tartalmaznak. A reklám célú együttműködések részeként született Chloe Chronicles és Vengeance Chronicles a második, a harmadik és az ötödik évad dobozos kiadás részei voltak. A lemezek egyéb extrái között megtalálhatóak például egy interaktív smallville-i körséta, képregény és DVD-ROM anyagok.
| Teljes évad | A megjelenés dátuma  | A megjelenés dátuma  | A megjelenés dátuma |
| Teljes évad | 1-es régió           | 2-es régió           | 4-es régió          |
| ----------- | -------------------- | -------------------- | ------------------- |
| 1.          | 2003. szeptember 23. | 2003. október 13.    | 2003. december 3.   |
| 2.          | 2004. május 18.      | 2004. szeptember 17. | 2005. január 1.     |
| 3.          | 2004. november 16.   | 2005. április 18.    | 2005. július 13.    |
| 4.          | 2005. szeptember 13. | 2005. október 10.    | 2006. november 11.  |
| 5.          | 2006. szeptember 12. | 2006. augusztus 28.  | 2007. április 4.    |
| 6.          | 2007. szeptember 18. | 2007. október 22.    | 2008. március 5.    |
| 7.          | 2008. szeptember 9.  | 2008. október 13.    | 2009. március 4.    |

## Kapcsolódó termékek
A Smallville első epizódjának sugárzása óta több, a sorozattal kapcsolatos termék is megjelent. A sorozat zenéje két albumon jelent meg. 2003. február 25. adták ki a Smallville: The Talon Mix című lemezt, mely a sorozat epizódjai alatt hallható előadók száminak gyűjteményét tartalmazta. Ezt a Smallville: The Metropolis Mix megjelenése követte 2005. november 8-án. A zenei albumokon kívül számos, a sorozathoz és annak szereplőihez kapcsolódó termék, köztük akciófigurák, pólók, sapkák, poszterek és egyéb reklámtermékek is megjelentek.

### Arrowverse
2019 szeptemberében bejelentették, hogy Tom Welling és Erica Durance megismétli Clark Kent és Lois Lane szerepét az Arrowverzum crossoverben, a Végtelen világok válságában. A crossover visszamenőlegesen megállapítja, hogy Smallville eseményei a 167-es Földön játszódtak, és felfedi, hogy a finálé óta eltelt években Clark feladta hatalmát, és átvette a Kent farmot, ahol Lois-szal együtt élenek két lányukkal.

## Külső hivatkozások
Hivatalos honlapok
- A Smallville hivatalos honlapja (angolul)
- A Smallville hivatalos MySpace oldala (angolul)
- A Smallville a YTV oldalain (angolul)
- A Smallville a TV2 oldalain (magyarul)
- A Smallville epizódjai a theWB oldalain (angolul)
- Smallville kitalált városának honlapja a Warner Bros. oldalain (angolul)

Információs és rajongói oldalak
- A Smallville az Internet Movie Database oldalain (angolul)
- A Smallville a TV.com oldalain Archiválva 2008. április 5-i dátummal a Wayback Machine-ben (angolul)
- KryptonSite (angolul)
- Smallville Hungary (magyarul)
- Smallville Wiki (Wikia Entertainment) (angolul)
- Smallville facebbok oldala (angolul)